# Аржан сир Солдр
Аржан сир Солдр (фр. Argent-sur-Sauldre) насеље је и општина у централној Француској у региону Центар (регион), у департману Шер која припада префектури Вјерзон.
По подацима из 2011. године у општини је живело 2.183 становника, а густина насељености је износила 32,58 становника/km². Општина се простире на површини од 67,35 km². Налази се на средњој надморској висини од 176 метара (максималној 210 m, а минималној 144 m).

## Демографија
| 1962. | 1968. | 1975. | 1982. | 1990. | 1999. | 2011. |
| ----- | ----- | ----- | ----- | ----- | ----- | ----- |
| 2.464 | 2.614 | 2.737 | 2.687 | 2.525 | 2.502 | 2.183 |

График промене броја становника у току последњих година